# Nanometrics
Nanometrics Incorporated war ein US-amerikanisches Unternehmen, das Geräte zur Inspektion und Produktionsüberwachung von Halbleiterprodukten herstellt. Darunter befinden sich System für die Messung von Oberprofilen mittels Scatterometrie, dem Overlay-Versatz sowie Eigenschaften wie die Dicke oder dem Brechungsindex von dünnen Schichten, die auf ein Substrat, z. B. ein Wafer, aufgebracht wurden, vgl. Ellipsometrie und Reflektometrie. Wettbewerber in diesem Bereich sind u. a. KLA Corporation und Rudolph Technologies.
Nanometrics wurde 1975 gegründet. Der Hauptsitz des Unternehmens befindet sich in Milpitas, Kalifornien. Seit 1984 ist es an der US-amerikanischen Börse NASDAQ (Kürzel: NANO) notiert.
Zu den wichtigsten Kunden gehören viele der größten Halbleiter- und Prozessanlagen-Hersteller der Welt, darunter Intel, Samsung Electronics oder Hynix Semiconductor, aber auch Unternehmen aus dem Bereich Photovoltaik.
Am 25. Oktober 2019 fusionierte Nanometrics mit Rudolph Technologies zur Onto Innovation.